# Милославское сельское поселение
Милославское се́льское поселе́ние — муниципальное образование в Милославском районе Рязанской области Российской Федерации.
Административный центр — посёлок Южный.

## История
Статус и границы сельского поселения установлены Законом Рязанской области от 7 октября 2004 года № 85-ОЗ «О наделении муниципального образования - Милославский район статусом муниципального района, об установлении его границ и границ муниципальных образований, входящих в его состав»

## Население
| 2010 | 2012 | 2013 | 2014 | 2015 | 2016 | 2017 |
| ---- | ---- | ---- | ---- | ---- | ---- | ---- |
| 884  | ↘853 | ↘816 | ↗817 | ↘793 | ↘775 | ↘760 |
| 2018 | 2019 | 2020 | 2021 |      |      |      |
| ↘736 | ↘717 | ↘703 | ↘609 |      |      |      |

## Состав сельского поселения
| №  | Населённый пункт | Тип населённого пункта          | Население |
| -- | ---------------- | ------------------------------- | --------- |
| 1  | Бабинка          | деревня                         | 4         |
| 2  | Гремячка         | деревня                         | 16        |
| 3  | Давлетьево       | деревня                         | 7         |
| 4  | Дулово           | посёлок                         | 0         |
| 5  | Зеркалы          | деревня                         | 0         |
| 6  | Красный Октябрь  | посёлок                         | 2         |
| 7  | Лубянка          | деревня                         | 3         |
| 8  | Масальщино       | деревня                         | ↘7        |
| 9  | Мураевня         | село                            | ↘295      |
| 10 | Нарышкино        | деревня                         | 8         |
| 11 | Покрово-Гагарино | село                            | ↘45       |
| 12 | Пролетарский     | посёлок                         | 63        |
| 13 | Рано-Верхи       | деревня                         | 7         |
| 14 | Савинка          | деревня                         | 8         |
| 15 | Советский Мир    | посёлок                         | 3         |
| 16 | Софиевка         | деревня                         | 57        |
| 17 | Спасские Выселки | деревня                         | 0         |
| 18 | Чернышовка       | деревня                         | 5         |
| 19 | Южный            | посёлок, административный центр | 354       |